# Dinamo Barnaoel
Dinamo Barnaoel (Russisch: ФК «Динамо-Барнаул»; FK "Dinamo-Barnaoel") is een Russische voetbalclub uit Barnaoel, in Aziatisch Rusland. De club werd in 1957 opgericht. De club promoveerde in 2007 naar de Russische Eerste Divisie (tweede klasse). De club werd 20ste op 22 clubs en degradeerde na één seizoen.

## Bekende spelers

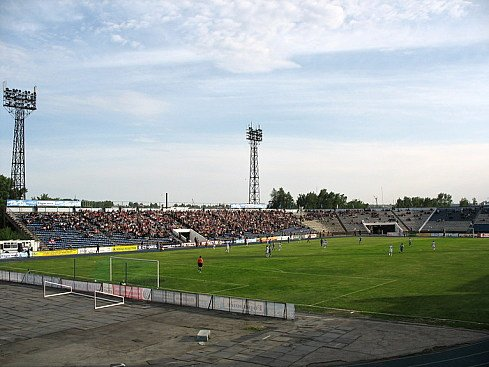
gezicht op de zuidelijke tribune van het Dinamostadion, het thuishonk van de voetbalclub in de stad Barnaoel

- Gennadi Goesarov
- Aleksej Smertin
- Ivan Starkov
- Valeri Minko